# جورج كاري (سياسي)
جورج كاري هو محامي وصحفي وسياسي أمريكي، ولد في 7 أغسطس 1789، وتوفي في 10 سبتمبر 1843. نشط حزبياً في الحزب الديمقراطي. وقد انتخب عضو مجلس نواب جورجيا ‏ وانتخب عضو مجلس النواب الأمريكي ‏.